# Långbro
Långbro är en stadsdel i Söderort inom Stockholms kommun. Stadsdelen gränsar till Solberga, Älvsjö, Långsjö, Herrängen och Fruängen.   
Stadsdelens område är relativt kuperat med Långbro gård och tillhörande Långbrogårdspark liggande 46 meter över havet medan till exempel Älvsjövägen ligger i en dalgång, tidigare utgörande sankmark. 
Långbro har fått sitt namn efter den medeltida kavelbro vilken möjliggjorde passage över detta område som en del av Göta landsväg. Fram till 1862 ingick området i Brännkyrka socken, år 1862–1913 i Brännkyrka landskommun och sedan 1913 i Stockholms stad. Stadsdelen bildades 1934 och fick efter flera justeringar sina nuvarande gränser i samband med införlivandet av den dåvarande stadsdelen Långbrodal år 1940. Under 1940-talet tredubblades stadsdelens befolkning genom småhusexpansionen.

## Historia

### Forntid

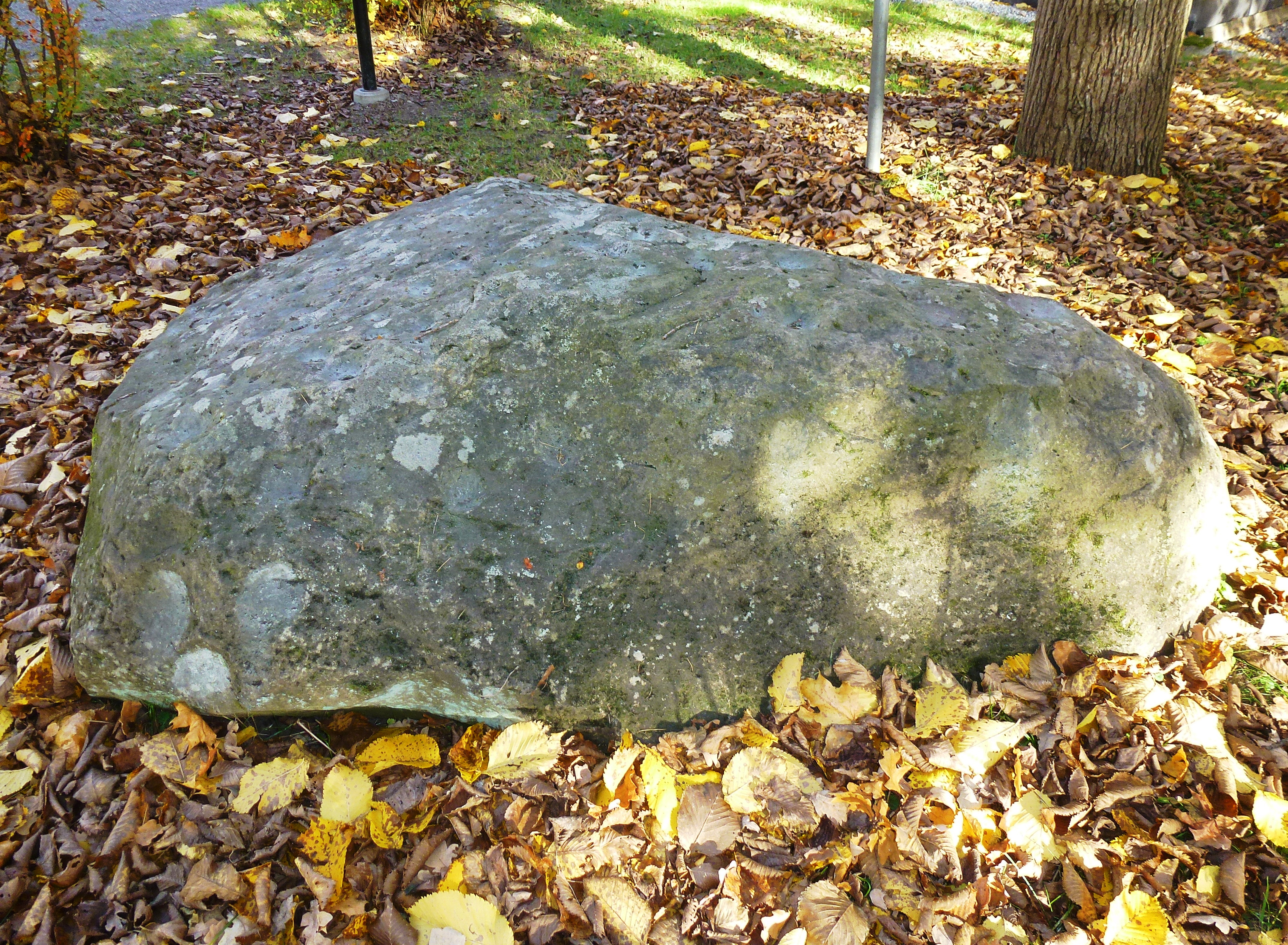
Älvkvarnstenen.

Landhöjningen efter inlandsisen styrde förutsättningarna för bosättningar i Stockholmstrakten under sten-, brons-, men även järnåldern. De tidiga bosättarna var således skärgårdsbor, det var inte förrän på 1000-talet som Södertörn upphörde att utgöra en ö. Ännu under stenålderns senare del och tidig bronsålder (cirka 1500 f.Kr.) sträckte sig föregångaren till den nu försvunna Brännkyrkasjön ända upp mot dagens Södertäljeväg. 
En fornlämning som skulle kunna härstamma från denna epok är den så kallade Älvkvarnstenen som blivit flyttad till Lerkrogen i anslutning till Älvsjö centrum. Stenen är funnen i Älvsjö men kan vara betydligt yngre då dessa stenar också förekommer väsentligt senare. De äldsta verifierade spåren av forntida mänsklig aktivitet torde vara den samling gravar från senare delen av vikingatiden (kring 1000-talet) som låg längs Johan Skyttes väg, längs den lilla åsrygg som sträcker sig mellan Sjättenovembervägen och Långbrodalsvägen.. Då dessa gravar ligger nära såväl Göta landsväg som också Långbro gård är det troligt att Långbro bebotts väsentligt längre än det som kan verifieras från skriftliga källor.

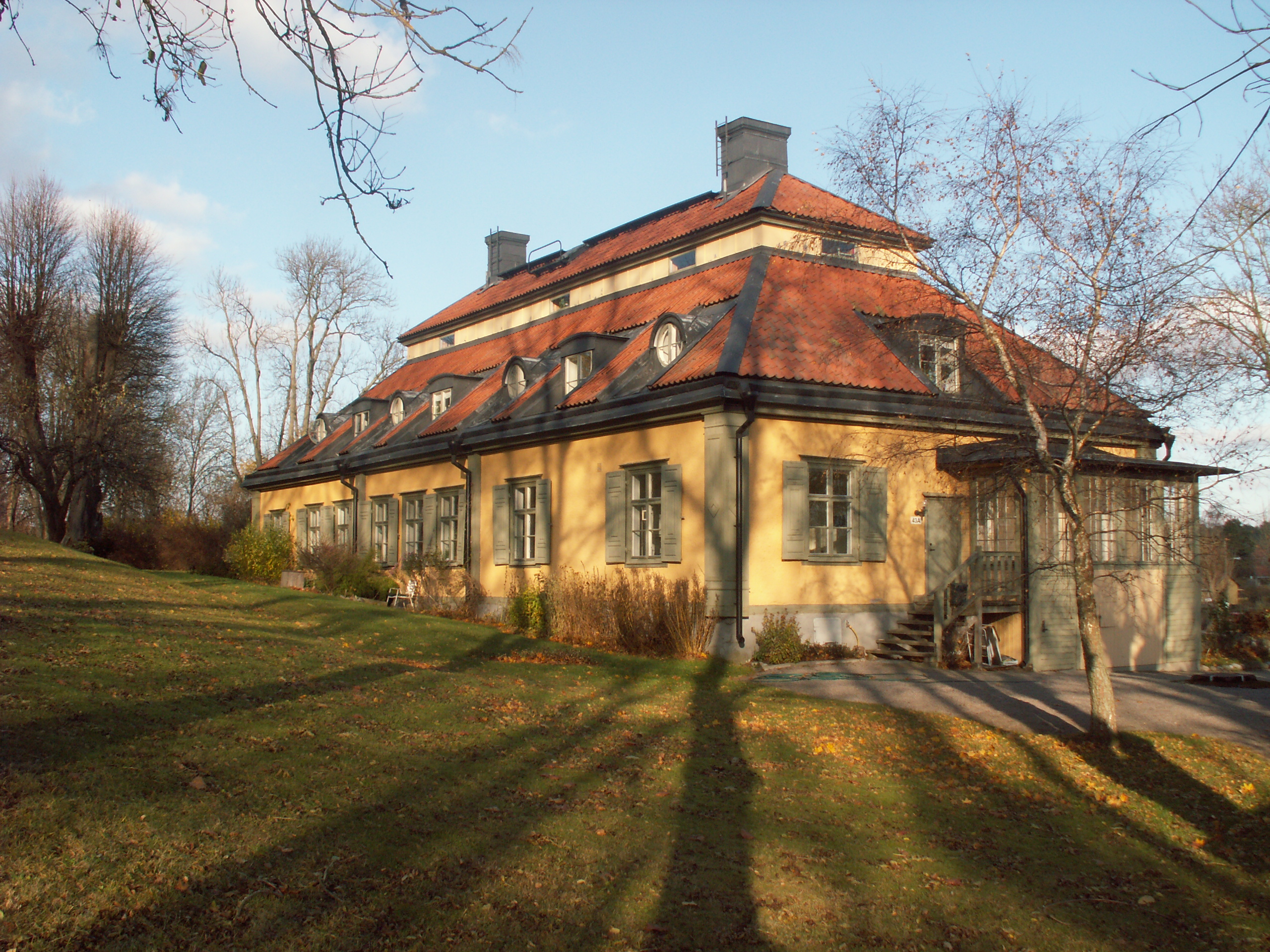
Långbro gård

### Från Medeltid till 1850
Perioden sammanfaller i stort sett med utvecklingen rörande Långbro gård. Den första skriftliga källan dateras 1477 då Per i Longabro uppträder som lovedsman i Stockholms rådhusrätt. I 1535 års jordebok fanns två hemman i Långbro. Dessa ingick sedan i det säteri som bildades under slutet av 1500-talet, se vidare Långbro gård.

### Från 1850–

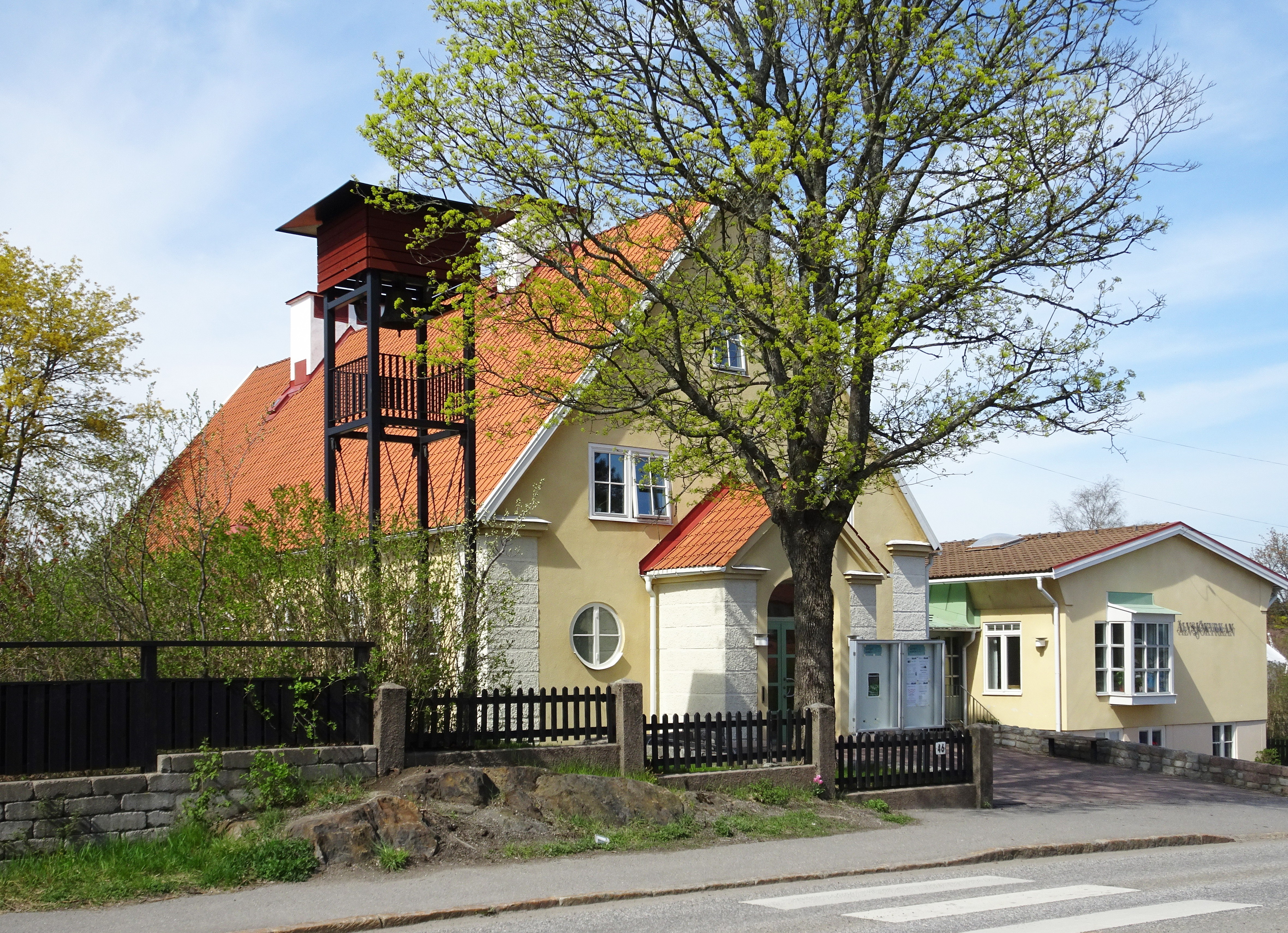
Älvsjökyrkan, maj 2021.

Mellan år 1850 och 1900 uppträder tidiga inslag av den kommande industrialiseringen och urbaniseringen. År 1859 dras Västra stambanan över Älvsjö gårds ägor och 1879 invigs Älvsjö station. Ägaren till Älvsjö gård hade i det längsta motsatt sig etableringen. Handelsboden Robertsberg, etablerad 1875, utgör ett tidigt exempel på de stadsliknande villor som kom i samband med exploateringen kring förra sekelskiftet. På ett flertal ställen i Söderort påbörjades omfattande avstyckningar från de stora gårdarna. 
År 1899 började Alfred Söderlund, som gick under namnet Långbrokungen, att stycka av tomter från Långbro gård, som har anor från den senare delen av 1400-talet. Det området kallas Långbrodal, och motsvarar idag den södra delen av Långbro och den norra delen av det område som idag kallas Långsjö. År 1903 började ett område närmare Långbro gård bebyggas. Det kallades Långbro villasamhälle, eller Linboda. 
Genom att norra delen av Långbrodal inkorporerades i Långbro år 1940 erhöll Långbro en central affärsgata, Långbrodalsvägen, vars höjdpunkt dock var under 1930-talet.
Långbro sjukhus togs i bruk år 1910. Det ritades av Gustaf Wickman. Samma år bildades Älvsjö missionsförsamling som invigde den 21 december 1919 sin egen kyrkobyggnad vid Långbrodalsvägen 46.

### Småstugeexpansionen 1943–

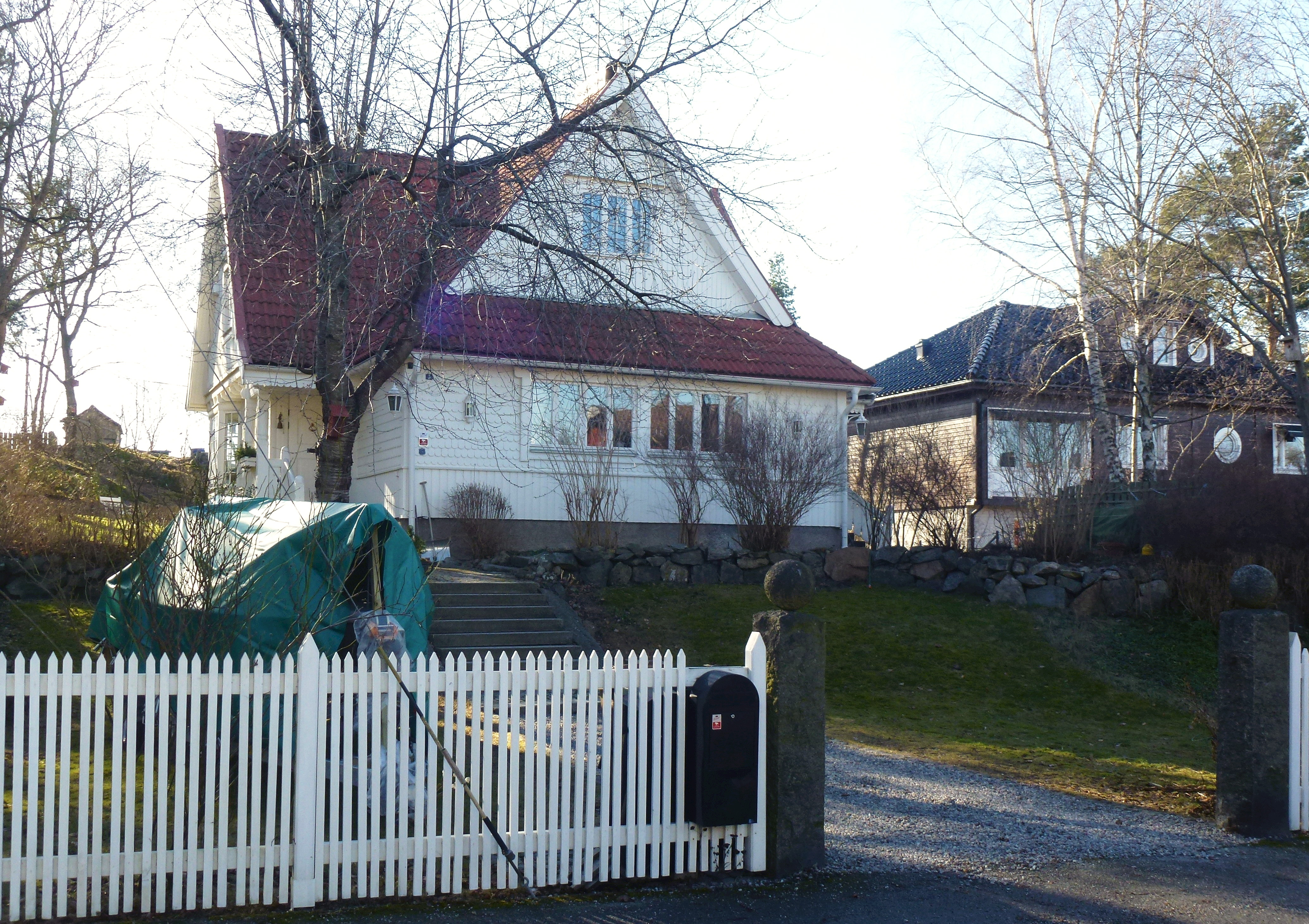
"Sveriges vackraste villa 2011."

I mitten av 1940-talet sker en kraftig befolkningstillväxt tillväxt i området, då Stockholms stads småstugebyrå börjar exploatera tidigare obebyggda markområden. Den första småstugan byggdes 1943 och fram till slutet av 1940-talet byggdes 878 småstugor i området. Byggkostnaden uppgick till 24 400 kr varvid en kontant insats om 300 kr fick erläggas. Stugorna uppfördes i egen regi med delvis färdiga byggelement. I Långbro hade Småstugebyrån ett centrallager som låg mellan nuvarande Höskrindevägen och Blackensvägen. Material som behövdes hämtades från detta centrallager mot rekvisition och ingick i paketpriset från småstugebyrån.
Förutsättningarna för att komma ifråga för en småstuga utgjordes av att man hade familj med flera barn, ordnad ekonomi med en inkomst mellan 3 500 och 8 000 kr/år, samt "god vandel". Småstugebyråns hustyper betecknades med romerska siffror, varav de i Långbro vanligaste kallades "TYP XIV" (1 vån, mått 9,6 × 7,2 m, dvs ca 70 m²) och "Typ X" (2 vån, mått 6,3 × 7,2 m, ca 85 m²). I huset på 70 m² fanns en hel, ibland bara halv källare, med vedeldad tvättgryta, vedeldad bastu och kokseldad panna. 
Gator, belysning, vatten och avlopp saknades till en början i de nytillkomna områdena. Den tidigare existerande villabebyggelsen hade först i slutet av 1930-talet fått vatten och avlopp. Under 1940-talet byggdes också flerfamiljshus i området av HSB och Familjebostäder.

## Bebyggelse
Stadsdelens område begränsas av Älvsjövägen, Sjättenovembervägen, Långsjövägen, Vantörsvägen och Mickelsbergsvägen.
Området domineras utbredningsmässigt av villabebyggelse, omfattande cirka 1 350 villor och småhus och innefattar en ökande mängd flerbostadshus, då främst bostadsrätter. Genom exploateringen av marken i anslutning till det tidigare Långbro sjukhus har denna boendeform ökat i andel sedan millennieskiftet och omfattar år 2008 1 248 lägenheter. 
Stadsdelen har ingen egentlig centrumbildning. Den lilla platsen Fru Marias torg, med Fru Marias Bak, Långbro Deli och Långbro pizzeria, längs Svartlösavägen är det närmaste man kan komma rörande centrumbildning i Långbro.
Efter millennieskiftet 2000 har byggföretaget JM gjort en stor satsning i området som tidigare utgjordes av Långbro sjukhus. I detta område återfinns också Långbro värdshus, vilket drivs av Fredrik Eriksson. I Långbro finns även restaurangen Aloë som 2020 fick två stjärnor i Guide Michelin.  
I Långbro ligger även en av Sveriges vackraste villor. En av de omkring 100 år gamla villorna på Falkvägen blev år 2012 av tidningen Vi i Villa bland 200 kandidater utsedd till "Sveriges vackraste villa 2011". Huset uppfördes 1912 av bildhuggare Gustaf Cederwall som inspirerades av rådande nationalromantiken. Ursprungligen var husets fasader svarttjärade och blev senare ommålade i vit kulör. Juryns motivering löd bland annat: "Här har den svenska nationalromantiken både bevarats och förvaltats på ett genomtänkt sätt..."

## Demografi
År 2017 hade stadsdelen cirka 7 700 invånare, varav cirka 17,2 procent med utländsk bakgrund.